# وزارت دادگستری (ارمنستان)
وزارت دادگستری ارمنستان (به ارمنی: Հայաստանի արդարադատության նախարարություն) یک وزارتخانه در کابینه دولت ارمنستان است. این وزارتخانه بر عملکرد آژانس‌های زیر نظارت دارد:
- خدمات اجباری
- خدمات مجازات
- خدمات مشروط

## تاریخچه
این وزارتخانه در ۷ اوت ۱۹۱۸ توسط هوهانس کاچازنونی رئیس وقت اولین جمهوری ارمنستان تاسیس شد. در سال ۱۹۱۹ این وزارتخانه که پیشتر هیچ پایگاه سازمانی و ساختاری نداشت، دفتر مرکزی کاملی تحت نظارت وزیر را تشکیل داده بود. در سال ۱۹۲۰ دفتر مرکزی دارای ساختار زیر بود:
- وزیر دادگستری
- معاون وزیر
- شورا برای وزیر
- دفتر وزارت دادگستری
- بخش حقوقی ارمنستان غربی
- بازرسی زندان

در سال ۱۹۲۰ کمیته دادگستری خلق توسط کمیته انقلابی ارمنستان شوروی تأسیس شد. در جمهوری اول ارمنستان وزارت دادگستری ماهیت استثنایی داشت. این نهاد همچنین به عنوان یک نهاد اجرایی نظارتی در سیستم قدرت اجرایی نقش سازمان نظارت دادسرا که عملکرد تعقیب کیفری را انجام می‌داد داشته است. در آن زمان کمیساریای دادگستری دادستان کل جمهوری بود. وزیر دادگستری به عنوان دادستان کل این اختیار را داشت که کنترل کلی بر فعالیت نهادهای قضایی را داشته باشد. این موقعیت به وی اختیار می‌داد که نظارت بر اجرای مستمر دادرسی، ساختار داخلی دستگاه‌های قضایی و رعایت آیین دادرسی در آن‌ها را داشته باشد.

## فهرست وزیران جمهوری ارمنستان

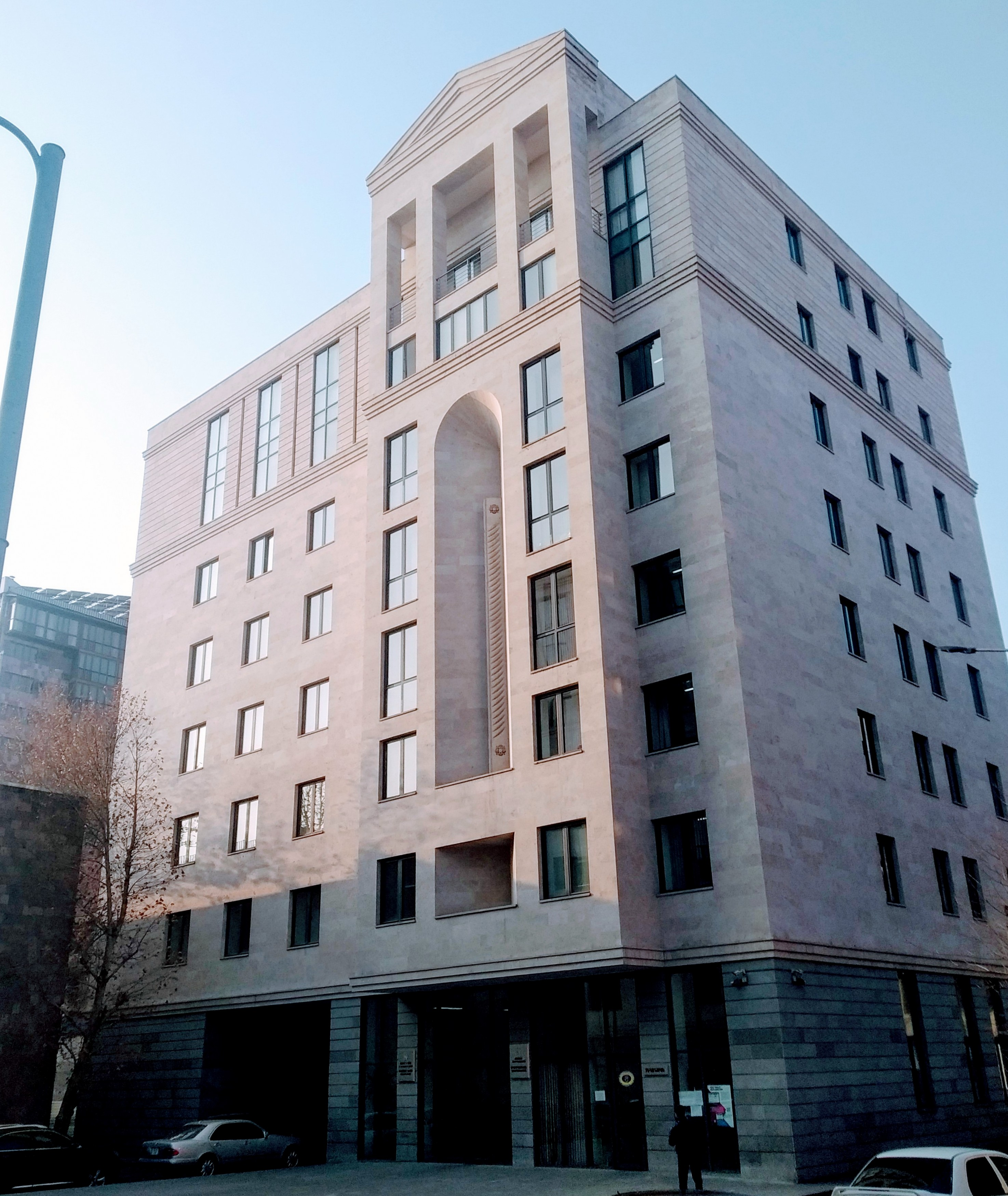
ساختمان وزارت دادگستری ارمنستان در ایروان